# Reinhard Machold
Reinhard Machold (* 11. November 1879 in Bielitz, Schlesien (heute Bielsko-Biała, Polen); † 6. Februar 1961 in Graz) war ein österreichischer Politiker (SDAPÖ, SPÖ) und erster provisorischer Landeshauptmann der Steiermark (1945). Er war Landesvorsitzender der steirischen Sozialdemokraten (1925–1934 und 1945–1960).

## Berufliches
Machold erlernte den Beruf als Buchdrucker, nachdem es ihm finanzielle Gründe nicht erlaubten zu studieren. Er engagierte sich stark in der Gewerkschaft, wodurch er gezwungen war seine Heimat Schlesien zu verlassen, so kam er über Wien nach Graz.
Dort arbeitete Machold ab 1901 in der Universitätsdruckerei Leykam, wo er auch Gewerkschaftsobmann wurde. 1910–1916 war er Direktorstellvertreter der sozialdemokratischen Parteiunternehmungen Steiermarks, 1916–1926 Vorstand und Direktor der Steirischen Konsumgenossenschaft, 1926–1934 Direktor der Kreiskrankenkasse Graz.

## Politische Laufbahn
1911 wurde Machold in den Grazer Gemeinderat gewählt und war von 1912 bis 1914 Grazer Stadtrat. In der ersten Republik wurde er 1919 Landesrat in der steirischen Landesregierung. 1925–1930 amtierte er als Vorsitzender der steirischen Sozialdemokraten. Im Dezember 1930 wurde Machold zum LH-Stellvertreter bestellt. Im Februar 1934 wurde er nach der Errichtung des austrofaschistischen Ständestaats und dem Verbot der Sozialdemokraten von seinen politischen Ämtern entlassen und bis Oktober inhaftiert. 1944 wurde er von den Nationalsozialisten erneut inhaftiert.
Im Mai 1945 initiierte er eine provisorische Landesregierung mit Vertretern der SPÖ, ÖVP und der KPÖ, deren Landeshauptmann er wurde. Diese wurde sowohl von der sowjetischen Besetzungsmacht als auch von den nachfolgenden Briten anerkannt. 
Nach den ersten freien Wahlen der Zweiten Republik wurde am 25. November 1945 eine neue Landesregierung gebildet, die aus einer Koalition der erstplatzierten ÖVP und der SPÖ bestand. Machold wurde wie schon vor dem Austrofaschismus und Nationalsozialismus erster Landeshauptmannstellvertreter.
Als Landeshauptmann Anton Pirchegger am 17. Oktober 1947 einen Herzanfall erlitt und bis Ende 1947 pausieren musste, übernahm Machold dessen Aufgaben als Vorsitzender der Landesregierung bis zu Pircheggers Wiederkehr am 8. Jänner 1948. 1954 wechselte er in den Bundesrat.

## Auszeichnungen (Auszug)
- Ehrenring des Landes Steiermark
- Ehrenbürger von Graz
- Straßenbenennungen in Hart bei Graz, St. Lorenzen im Mürztal und Kapfenberg